# La Llanada (ort)
La Llanada är en ort i Colombia.   Den ligger i departementet Nariño, i den sydvästra delen av landet, 500 km sydväst om huvudstaden Bogotá. La Llanada ligger 2 836 meter över havet och antalet invånare är 2 747.
Terrängen runt La Llanada är huvudsakligen mycket bergig. La Llanada ligger uppe på en höjd. Runt La Llanada är det ganska tätbefolkat, med 185 invånare per kvadratkilometer. Närmaste större samhälle är Samaniego, 16,9 km söder om La Llanada. I omgivningarna runt La Llanada växer i huvudsak städsegrön lövskog.